# Wolnhofen
Wolnhofen ist ein Ortsteil des Marktes Reichertshofen im oberbayerischen Landkreis Pfaffenhofen an der Ilm. 

## Geographie und Verkehrsanbindung
Der Weiler Wolnhofen liegt südwestlich des Kernortes Reichertshofen. Westlich verläuft die B 13 und südöstlich die B 300.
Am westlichen Ortsrand fließt die Paar, ein rechtsseitiger Nebenfluss der Donau. 

## Gemeindezugehörigkeit
Wolnfen war ein Ortsteil der Gemeinde Gotteshofen, die sich am 1. Mai 1971 mit allen Ortsteilen der Marktgemeinde Reichertshofen anschloss.